# Adelaida Martínez Aguilar
Adelaida Martínez Aguilar (Santiago Ixcuintla, Territorio de Tepic, 1870) fue una profesora, escritora y poeta mexicana.

## Biografía
Hija de un lugarteniente de Manuel Lozada, estudió en Guadalajara, Jalisco, en la clase de la maestra Rosa Navarro, y en 1886 se titula como maestra de instrucción primaria. Es enviada a su ciudad natal, donde se dedica enteramente a la docencia y a la enseñanza del piano. 
A partir de 1893, con el seudónimo de Celia, escribe poesía en el periódico local, El Fonógrafo. Al final de su vida, se desempeña como maestra particular.
Es mencionada por Laureana Wright de Kleinhans, en su libro Mujeres notables mexicanas, publicado en 1910.